# Primi supersingolari
In matematica, in particolare in teoria algebrica dei numeri, un numero primo {\displaystyle p} è detto supersingolare per una curva ellittica {\displaystyle E} definita sui numeri razionali se la riduzione di {\displaystyle E} modulo {\displaystyle p} è una curva ellittica supersingolare sul campo finito {\displaystyle \mathbb {F} _{p}}.
Più in generale, se {\displaystyle K} è un qualsiasi campo globale, cioè un'estensione finita di {\displaystyle \mathbb {Q} } o di {\displaystyle \mathbb {F} _{p}(t)}, e se {\displaystyle A} è una varietà abeliana definita su {\displaystyle K}, allora un primo supersingolare {\displaystyle {\mathfrak {p}}} per {\displaystyle A} è un posto finito di {\displaystyle K} tale che la riduzione di {\displaystyle A} modulo {\displaystyle {\mathfrak {p}}} è una varietà abeliana supersingolare.
Alternativamente, il termine primo supersingolare è usato per un divisore primo dell'ordine del gruppo mostro {\displaystyle M}, il più grande dei gruppi eccezionali semplici.  In questo caso ci sono precisamente 15 primi supersingolari: 2, 3, 5, 7, 11, 13, 17, 19, 23, 29, 31, 41, 47, 59, e 71.
Sebbene queste due definizioni siano sicuramente distinte (la prima è relativa a una particolare curva ellittica, mentre la seconda no), esse sono relazionate.  Infatti, per un numero primo {\displaystyle p}, le seguenti affermazioni sono equivalenti:
(i) La curva modulare {\displaystyle X_{0}^{+}(p)} ha genere zero.
(ii) Ogni curva ellittica supersingolare di caratteristica {\displaystyle p} può essere definita sopra il sottocampo del primo {\displaystyle \mathbb {F} _{p}}.
(iii) L'ordine del gruppo mostro è divisibile per {\displaystyle p}.
L'equivalenza è dovuta a Andrew Ogg.  Più precisamente, nel 1975 Ogg mostrò che i numeri primi che soddisfano (i) sono esattamente i 15 primi elencati sopra e in breve intuì dell'esistenza di un gruppo eccezionale semplice avente esattamente questi numeri primi come divisori. Questa strana coincidenza diede avvio alla teoria del Monstrous Moonshine.